# 3M6熊蜂反坦克导弹

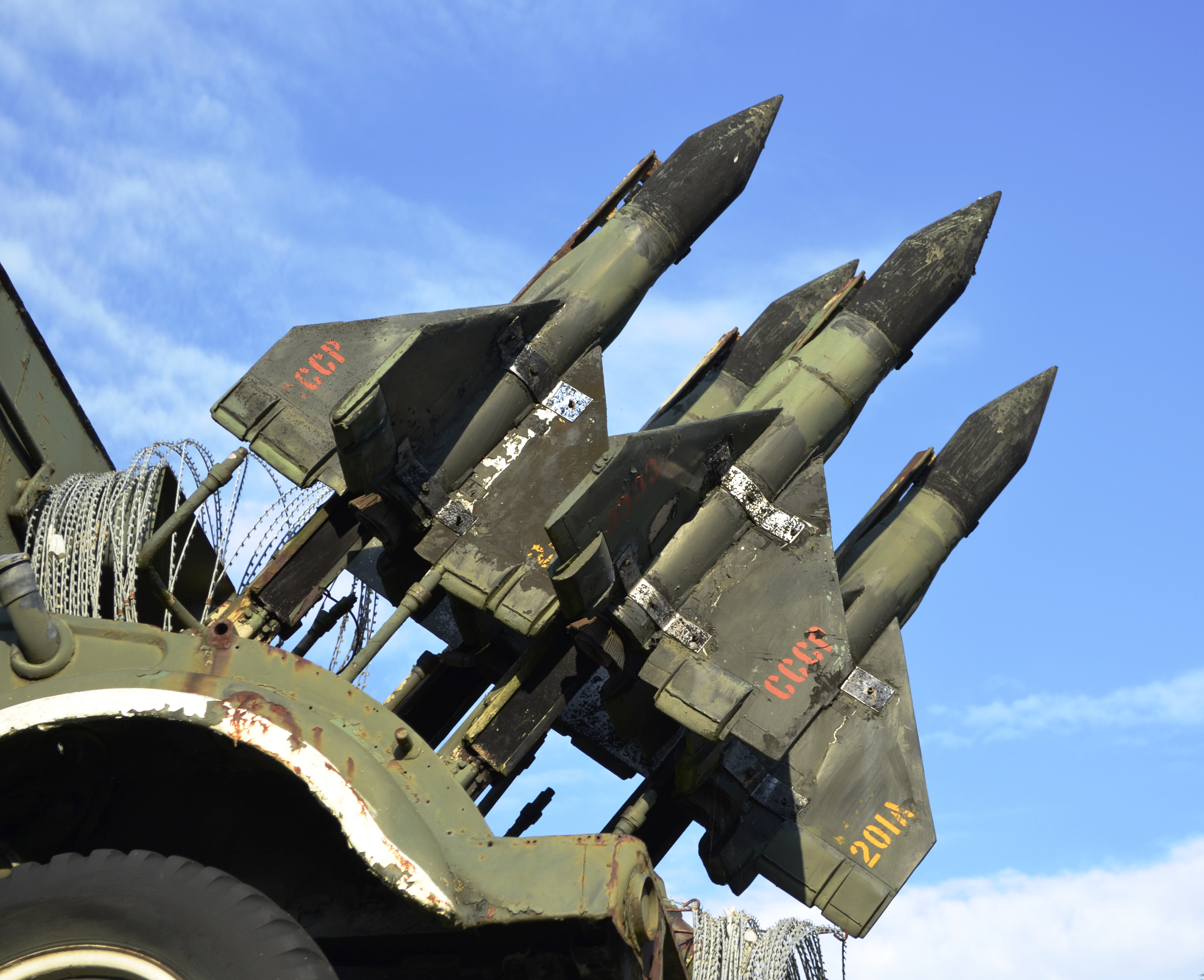
3M6 Shmel / AT-1 Snapper 反坦克导弹。

3M6 Shmel（俄語：3М6 «Шмель»; 即熊蜂}）是苏联的一种瞄准线指令手工制导反坦克导弹 （MCLOS）GRAU编号3M6,北约代号 AT-1 Snapper笛鲷导弹。
该弹体积巨大无法人力搬运，只能车载或直升机载发射。该弹的测试精度到2000米仍然很不错。但是由于其实巨大体格和实战精度很差，使得它被AT-5 Spandrel拱肩导弹取代。

## 历史[2]
3M6反坦克导弹与西方的反坦克导弹（如北方航空公司生产的SS.10）相似。该导弹由位于科洛姆纳的特种迫击炮设计局（SKB Gladkostvolnoi Artillerii）设计，该设计局也是AT-3 Sagger导弹的设计单位。
根据1957年5月27日的政府令，B. I. Shavyrin领导的科洛姆纳机械工程设计局负责研制一种反坦克导弹系统，该系统被命名为“雄蜂 Shmel”。年轻工程师S. P. Nepobedimy被任命为该设计局的项目经理。
1958年4月，进行了首次无制导发射实验，之后在6月进行了制导发射。1958年8月29日，军方高级将领观看了该导弹的测试。该导弹首次公开展示是在1963年。

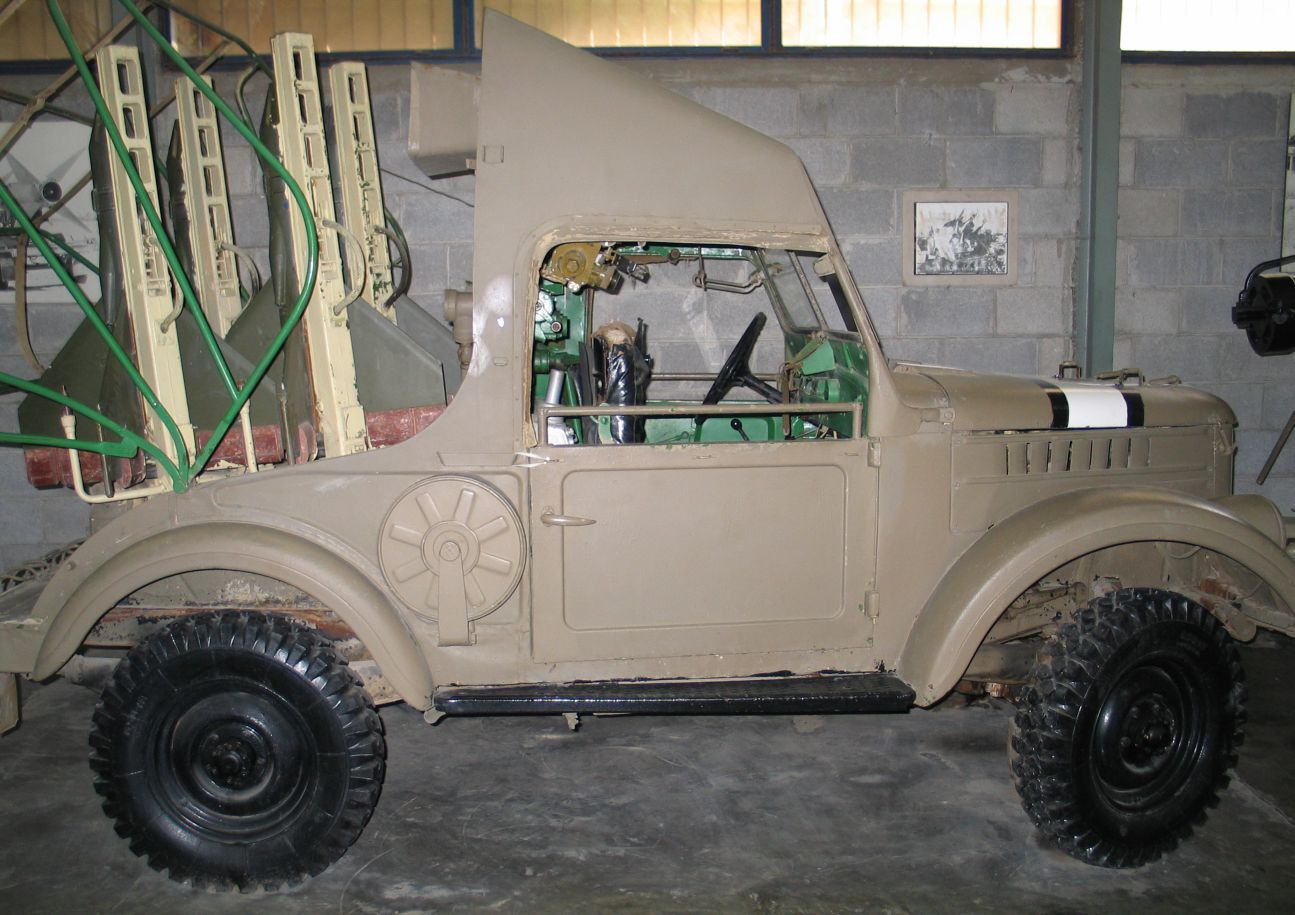
2P26，以色列巴蒂哈奥瑟夫博物馆。

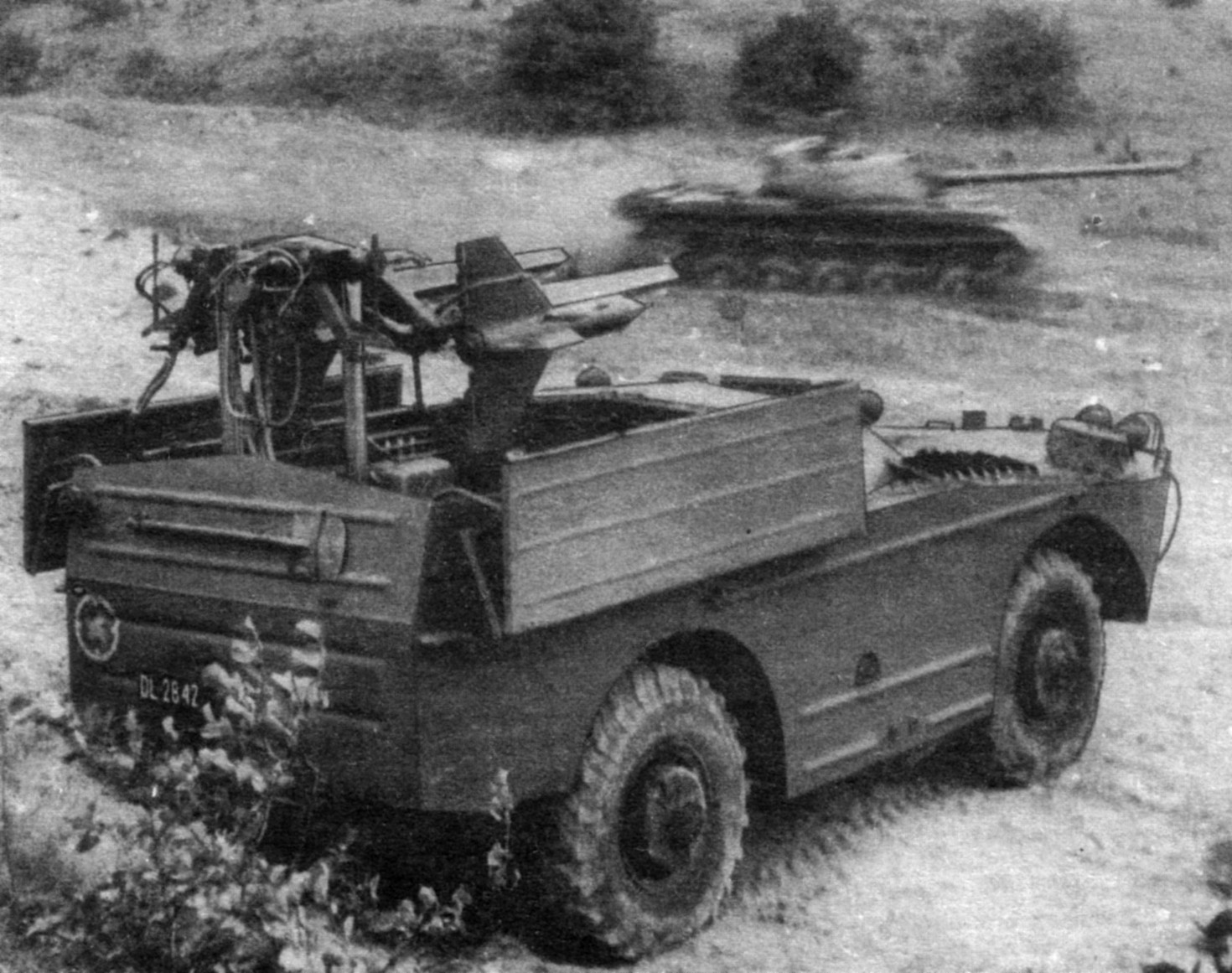
波兰的2P27

该弹有两种车载平台：

### 2P26
- 即GAZ-69轻型卡车平台，有四条发射轨。

### 2P27[4]
以BRDM-1装甲车改来。2P27的主要用途是打击敌方装甲车辆。 弹药装载量为六枚反坦克导弹。三枚导弹装载于导轨包内，另外三枚位于车内弹药库内。射速为每分钟两发。此外，该武器组还配备卡拉什尼科夫突击步枪和RPG-7榴弹发射器。
装甲车体由三个舱室组成。前舱容纳动力舱。中舱容纳控制舱以及驾驶员和车长（操作员兼炮手）座位。后部的战斗舱由钢制隔板隔开。战斗舱上方覆盖着车顶，当装有导弹的导轨从车体上抬起时，车门会自动打开。从行驶位置到战斗位置的转换时间为2分10秒。
车辆底部安装了额外的小轮子，以提高越野能力。续航里程为500公里；在水上行驶时，该数值以行驶时间为衡量标准——12小时。
R-126 便携式无线电台与遥控器配合使用时，可在高达 2000 米的范围内提供可靠的通信。
2P27 Shmel 战车出口到华沙条约国家，并在埃及和阿富汗军队服役。

## 工作方式[5][3]
指令通过一根双芯电缆传输到弹体上，这根电缆是从安装在导弹内部的线轴上解开的。导弹本身的构造也极其简单：前端是聚能战斗部，紧随其后的是陀螺仪、电缆线轴，以及巡航和起飞固体燃料发动机。
其中，巡航发动机在20秒内提供持续推力；起飞发动机则在发射时于0.6秒内将弹体加速到约100米/秒的速度，以便更快地“依靠”梯形十字形弹翼飞行。
两级陀螺仪确保导弹滚转稳定。采用三点制导方式：操作人员的眼睛、导弹和目标必须位于同一直线上。飞行控制由光学瞄准镜和操作台进行。操作既可以在战车内进行，也可以在战车外使用带双筒望远镜的遥控器进行。
航向和俯仰控制由操作员进行，操作员使用遥控器上的控制杆将导弹保持在坦克的轮廓上，通过 8 倍双目光学瞄准镜进行观察。
飞行方向的改变是通过振动扰流板实现的。这同样是一项德国发明，当时在全世界广泛使用：弹翼后缘的塑料片通过电磁铁以大约15赫兹的频率振动。当信号发出时，扰流板在一个极端位置停留的时间会延长，从而产生转向力。